# (3247) Di Martino
(3247) Di Martino (1981 YE; 1968 HR; 1979 HO1; A909 BL) ist ein ungefähr 14 Kilometer großer Asteroid des inneren Hauptgürtels, der am 30. Dezember 1981 vom US-amerikanischen Astronomen Edward L. G. Bowell am Lowell-Observatorium, Anderson Mesa Station (Anderson Mesa) in der Nähe von Flagstaff, Arizona (IAU-Code 688) entdeckt wurde.

## Benennung
(3247) Di Martino wurde nach dem italienischen Astronomen Mario Di Martino (* 1947) benannt, der am Osservatorio Astronomico di Torino Lichtkurven von Asteroiden beobachtete. Die Benennung wurde vom Planetologen Alan W. Harris vorgeschlagen; er schrieb auch den Widmungstext.